# Apanthura trioculata
Apanthura trioculata is een pissebed uit de familie Anthuridae. De wetenschappelijke naam van de soort is voor het eerst geldig gepubliceerd in 1993 door Nunomura.